# باولو كريسيوما
باولو كريسيوما (بالبرتغالية: Paulo Roberto Rocha‏) هو مدرب كرة قدم ولاعب كرة قدم وصحافي برازيلي في مركز الهجوم، ولد في 30 أغسطس 1961 في كريسيوما في البرازيل. لعب مع إمباكت مونتريال وبوتافوغو ريغاتاس وبوهانغ ستيلرز ونادي إنترناسيونال ونادي بانغو أتلتيكو ونادي سيلايا ونادي كريسيوما وناغويا غرامبوس.

## وصلات خارجية
- باولو كريسيوما على موقع دوري كوريا الجنوبية (الإنجليزية)
- باولو كريسيوما على موقع قاعدة بيانات كرة القدم.إي يو (الإنجليزية)